# Neograeca Medii Aevi
Neograeca Medii Aevi (lateinisch; deutsch: „Neugriechische Dinge, Gegenstände des Mittelalters“) lautet der Titel 
- einer von Hans Eideneier 1986 begründeten Kongressreihe und
- einer von demselben 1987 mit den Akten des ersten Kongresses begründeten und herausgegebenen wissenschaftlichen Publikationsreihe

zur neugriechischen Literatur des Mittelalters, das heißt zur volkssprachlichen (im Gegensatz zur hochsprachlichen) Literatur der byzantinischen und nachbyzantinischen Zeit (vom 12. bis zum 17. Jahrhundert), deren Sprachform eine von vielen Forschern bereits als Neugriechisch angesehene Entwicklungsstufe der griechischen Sprache darstellt (siehe Griechische Sprachfrage).
Abgesehen vom ersten Kongress, der anschließend als erste Schrift in der Publikationsreihe veröffentlicht wurde, sind Kongress- und Publikationsreihe nicht identisch.

## Die Kongressreihe
Unter dem Titel Neograeca Medii Aevi fanden bislang folgende Kongresse statt:
1. Universität Köln 1986: 
- Hans Eideneier (Hrsg.): Neograeca medii aevi: Text und Ausgabe. Tagungsakten zum internationalen wissenschaftlichen Symposion von 1986 zur Herausgabe von Texten der Byzantinischen Volksliteratur. Romiosini Verlag, Köln 1987, ISBN 978-3-923728-90-9

2. Istituto Ellenico di Studi Bizantini e Postbizantini di Venezia, Venedig 1991: 
- Nikolaos M. Panagiotakis (Hrsg.): Origini della letteratura neogreca. Atti del secondo Congresso internazionale Neograeca medii aevi, Venezia, 7-10 novembre 1991. Venedig 2000.

3. Universität des Baskenlandes, Vitoria 1994: 
- José María Egea, Javier Alonso (Hrsg.): Prosa y verso en griego medieval. Rapports of the International Congress Neograeca Medii Aevi III. Vitoria, 1994. Hakkert, Amsterdam 1996.

4. Universität Zypern, Nikosia 1997: 
- Panagiotis Agapitos, Μιχάλης Πιερής (Hrsg.): „Τ'αδόνιν κείνον που γλυκά θλιβάται.“ Εκδοτικά και ερμηνευτικά ζητήματα της δημώδους ελληνικής λογοτεχνίας στο πέρασμα από τον Μεσαίωνα στην Αναγέννηση (1400–1600). Πρακτικά του 4ου Διεθνούς Συνεδρίου Neograeca Medii Aevi. Πανεπιστημιακές Εκδόσεις Κρήτης, Iraklio 2002.

4.a Universität Hamburg 1999: 
- Hans Eideneier, Ulrich Moennig, Notis Toufexis (Hrsg.): Θεωρία και πράξη των εκδόσεων της υστεροβυζαντινής, αναγεννησιακής και μεταβυζαντινής δημώδους γραμματείας. Πρακτικά του Διεθνούς Συνεδρίου Neograeca Medii Aevi IVa. Hamburg 28.–31.1.1999. Πανεπιστημιακές Εκδόσεις Κρήτης, Iraklio 2001.

5. Exeter College, Oxford 2000: 
- Elizabeth Jeffreys, Michael Jeffreys (Hrsg.): Approaches to Texts in Early Modern Greek. Papers from the conference Neograeca Medii Aevi V Exeter College, University of Oxford, September 2000 (Neograeca Medii Aevi V Αναδρομικά και Προδρομικά), Oxford 2005.

6. Universität Ioannina 2005: 
- Γιάννης Μαυρομάτης, Νίκος Αγιώτης (Hrsg.): Πρώιμη νεοελληνική δημώδης γραμματεία. Γλώσσα, παράδοση και ποιητική. Πρακτικά του 6ου Διεθνούς Συνεδρίου Neograeca Medii Aevi a Medii Aevi. Heraklion: Βικελαία Δημοτική Βιβλιοθήκη 2012. – Rez. von Walter Puchner, in: Südost-Forschungen 71, 2012, S. 710–711, (online).

7. Universität Kreta, Iraklio 2012: 
- Διεθνές Συνεδρίο Neograeca Medii Aevi VII. Χαρτογραφώντας τη δημώδη λογοτεχνία (12ος-17ος αι.). Ηράκλειο, 1-4 Νοεμβρίου 2012. Es fand keine Buchpublikation statt, sondern es wurden eine Reihe von Vorträgen als Video auf YouTube hochgeladen: Programm; Programm; Programm; Programm; Übersicht über Videos; Vortrag von Ειρήνη Γεργατσούλη; Vortrag von Μιχάλης Πιερής; Vortrag von Δεληγιαννάκη Ναταλία; Vortrag von Ulrich Moennig; Vortrag von Rosemary E. Bancroft; Vortrag von Giannis Mavromatis und Arnold van Gemert; Vortrag von Hans Eideneier; Vortrag von Elizabeth Jeffreys.

## Die Publikationsreihe
In der Publikationsreihe Neograeca Medii Aevi erscheinen textkritische Ausgaben, Kommentare und Übersetzungen volkssprachlicher Texte der byzantinischen und nachbyzantinischen Zeit bis ins 18. Jahrhundert sowie darauf bezogene überlieferungsgeschichtliche, philologische, sprachwissenschaftliche und rezeptionsgeschichtliche Studien.
Die Reihe erscheint im Romiosini Verlag, Köln. Arbeitssprachen sind Deutsch und Englisch. Es wurden bisher neun Bände veröffentlicht:
I: Hans Eideneier (Hrsg.): Neograeca medii aevi: Text und Ausgabe. Tagungsakten zum internationalen wissenschaftlichen Symposion von 1986 zur Herausgabe von Texten der Byzantinischen Volksliteratur. 1987, ISBN 978-3-923728-90-9
II: Ulrich Moennig: Zur Überlieferungsgeschichte des mittel- und neugriechischen Alexanderromans. 1987, ISBN 978-3-923728-91-6
III: Krasopateras. Kritische Ausgabe der Versionen des 16.-18. Jahrhunderts. Besorgt von Hans Eideneier. 1988, ISBN 978-3-923728-92-3
IV: Cornelia Pochert: Die Reimbildung in der spät- und postbyzantinischen Volksliteratur. 1991, ISBN 978-3-923728-93-0
V: Ptochoprodromos. Einführung, kritische Ausgabe, deutsche Übersetzung, Glossar. Von Hans Eideneier. 1991, ISBN 978-3-923728-94-7
VI: Ulrich Moennig: Die spätbyzantinische Rezension *ζ des Alexanderromans. (Dissertation Köln 1991), 1992, ISBN 978-3-923728-95-4
VII: Helma Winterwerb: Porikologos. 1992, ISBN 978-3-923728-98-5
VIII: Panagiotis Toufexis: Das Alphabetum vulgaris linguae graecae des deutschen Humanisten Martin Crusius (1526-1607). Ein Beitrag zur Erforschung der gesprochenen griechischen Sprache im 16. Jh. (Dissertation Hamburg 2003), 2005, ISBN 3-929889-71-4
IX: Apokopos. A fifteenth century Greek (Veneto-Cretan) catabasis in the vernacular. Synoptic edition with an introduction, commentary and index verborum by Peter Vejleskov, with an English translation by Margaret Alexiou, 2005, ISBN 3-929889-60-9